# Les Deux Timides (Labiche)
Pour les articles homonymes, voir Les Deux Timides.
Les Deux Timides est une comédie-vaudeville en un acte mêlée de couplets d'Eugène Labiche, représentée pour la première fois à Paris au théâtre du Gymnase le 16 mars 1860.
- Collaborateur Marc-Michel.
- Éditions Michel Lévy frères.

## Argument
Thibaudier est un homme à la timidité maladive, ce qui a permis à Anatole Garadoux, un sans-gêne, d'obtenir sans mal la main de Cécile, fille du premier. Mais cette dernière ne souhaite pas épouser son prétendant et a jeté son dévolu sur Jules Frémissin, un avocat… timide, lui aussi — et qui, donc, n'ose pas demander au père la main de Cécile. Grâce à l'énergie et à la détermination de la jeune fille et grâce à un coup de théâtre qui révèle Garadoux comme un homme violent ayant fait de la prison pour avoir battu sa première femme, le mariage entre Cécile et Frémissin est accepté.

## Distribution
| Acteurs et actrices ayant créé les rôles |                   |
| Personnage                               | Acteur ou actrice |
| Thibaudier                               | Lesueur           |
| Jules Frémissin                          | M. Priston        |
| Anatole Garadoux                         | Louis Leménil     |
| Cécile, fille de Thibaudier              | Mlle Albrecht     |
| Annette, femme de chambre                | Mlle Georgina     |

## Enregistrement pour «Au théâtre ce soir»
- Thibaudier : Jean Le Poulain
- Jules Frémissin : Francis Perrin
- Anatole Garadoux : Patrick Bourgeois
- Cécile Thibaudier : Vannick Le Poulain
- Annette : Valentine Ducray

- Mise en scène : Jean Le Poulain
- Enregistré au Théâtre Marigny en 1976
- Cette version est amputée de ses passages chantés à l'exception du final et ne dure que 40 minutes.

## Adaptations cinématographiques
La pièce a été adaptée deux fois au cinéma en y ajoutant des personnages secondaires :
- en 1929 dans une version muette par René Clair ;
- en 1943 par Yves Allégret.